# Blümlisalp
O Blümlisalp é uma montanha dos Alpes berneses situado no cantão de Berna, no chamado Oberland bernois, na Suíça e com 4 199 m de altitude é um d os 4000 dos Alpes.

## Geografia
Os principais cimos são de Oeste a Este; Blümlisalphorn 3 664 m, a Weisse Frau ou Wyssi Frau 3 650 m, e o Morgenhorn 3 627 m.
A parte Sul não é geralmente subida devida à má qualidade da rocha

## Ascensões
A primeira ascensão é feita a 27 de Agosto de 1860 por Melchior Anderegg, R. Liveing, F. Ogi, Pierre Simond, Leslie Stephen, enquanto a face Norte deste cume com 450 m de comprimento e um desnível médio de e 45°, mas com passagens a 70°, só foi subido a 1 de Julho de 1924.